# Kerenzen-Mühlehorn
Kerenzen-Mühlehorn is een voormalige gemeente in het Zwitserse kanton Glarus. De gemeente werd in 1887 opgesplitst in de gemeenten Filzbach, Mühlehorn en Obstalden.